# Steno bredanensis

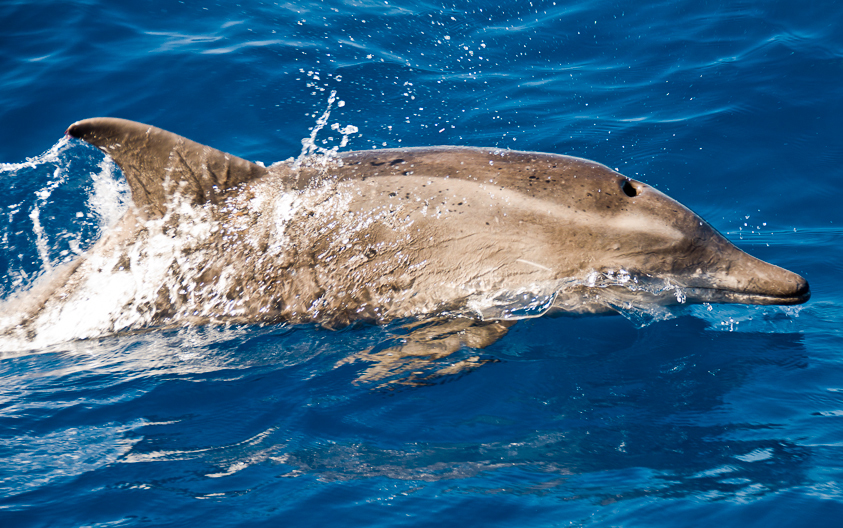

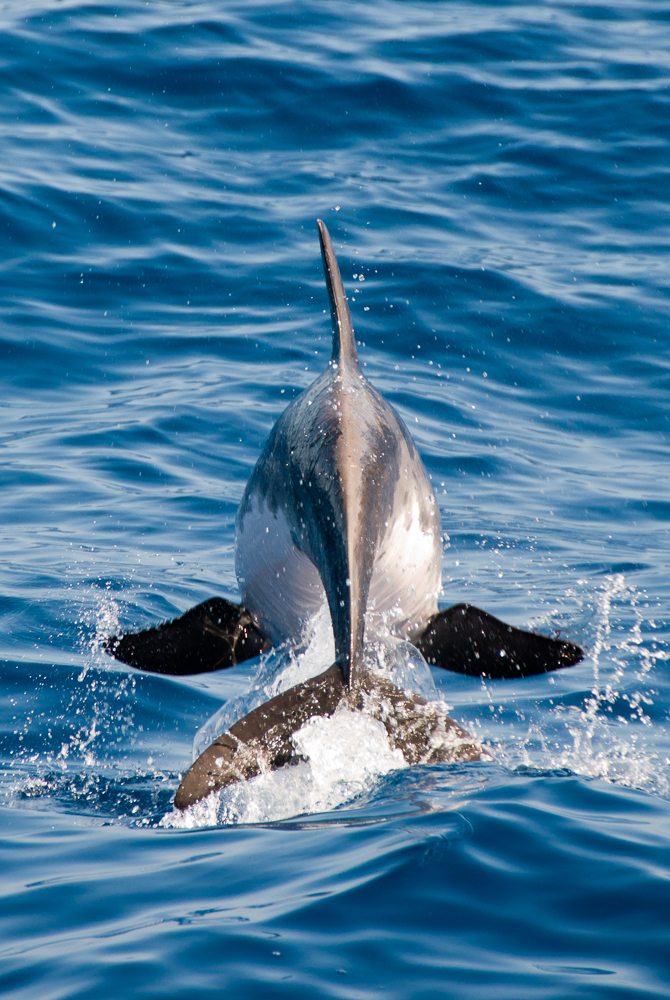

Lo steno (Steno bredanensis G. Cuvier in Lesson, 1828), unica specie del genere Steno Gray, 1846, è un cetaceo della famiglia dei Delfinidi.

## Etimologia
Il nome generico Steno deriva probabilmente dal greco stenòs, «stretto e allungato», in relazione alla fisionomia corporea e del capo; l'epiteto specifico bredanensis commemora van Breda, che aveva attirato l'attenzione di Cuvier sulla specie e quindi creato le condizioni per la sua definitiva descrizione. La sua denominazione volgare in molte lingue (inglese, Rough-toothed dolphin, spagnolo, Delfin de dientes rugosos, tedesco, Rauhzahn-delphin, ecc.) fa riferimento a una caratteristica anatomica di questo delfinide, nel quale lo smalto dei denti è solcato da peculiari rugosità.

## Descrizione
Il maschio dello steno raggiunge dimensioni leggermente superiori a quelle della femmina. La lunghezza totale è compresa in genere tra i 2,2 m e i 2,4 m (massimo 2,75 m). Il peso si aggira sui 130 kg, con un massimo registrato di 160 kg. Il neonato misura 80 cm. Uno dei caratteri più distintivi della specie consiste nel profilo del capo e del rostro. Il melone, presente ma assai poco pronunciato, digrada progressivamente sul rostro lungo e sottile, senza l'interruzione del solco che abitualmente lo separa dal rostro nelle altre specie di delfini. Ciò conferisce al profilo anteriore dello steno un tipico aspetto, quasi conico, che lo rende inconfondibile. Il corpo è allungato e relativamente sottile. Le appendici sono ben pronunciate: la pinna dorsale è alta, falcata, situata in posizione mediana. Le pinne pettorali sono lunghe (14% della lunghezza totale). La coda misura, in larghezza, un quarto della lunghezza totale. I denti, conici, hanno lo smalto caratteristicamente solcato da una serie di fini rugosità per lo più verticali, che conferiscono loro talvolta un colore grigiastro. Il dorso è di colore grigio scuro, con gualdrappa in genere ben distinta e piuttosto sottile nella regione anteriore alla pinna dorsale. I fianchi sono di color grigio più chiaro. Il ventre è ancora più chiaro, di color biancastro, talvolta leggermente rosato. Una caratteristica della livrea dello steno, tuttavia, è la leggera marezzatura - talvolta più scura, talvolta più chiara dello sfondo - che rende disomogenea la sua colorazione, tanto sul dorso quanto sui fianchi e sul ventre. Tale marezzatura in alcuni casi può accentuarsi in piccole macchie irregolari ben distinte dallo sfondo. La bocca è molto spesso orlata di bianco su entrambe le mascelle; parimenti, anche l'estremità della mandibola è spesso bianca.

## Biologia

### Comportamento
Lo steno è un delfinide capace di sviluppare alte velocità e dotato di una buona acrobaticità. Le sue prestazioni in immersione sono ignote: di certo si sa che può spingersi oltre i 70 m. Alcuni esemplari sono stati osservati mentre nuotavano rapidamente al di sotto della superficie, con la sola pinna dorsale sporgente dall'acqua. Non esistono informazioni sugli spostamenti dello steno, né tantomeno sulla loro periodicità. Malgrado lo steno venga talvolta incontrato in gruppi numerosi (50-500 esemplari), che danno tuttavia l'impressione di essere aggregazioni di unità minori, le dimensioni abituali dei gruppi sono di 10-20 esemplari. Lo steno è un cetaceo che ha dimostrato, sia in natura che in cattività, doti particolari di socialità. È anche una delle specie che ha mostrato le più alte capacità di apprendimento tra tutti i Delfinidi allevati. Purtroppo, tuttavia, non esistono particolari sull'organizzazione sociale di questo intrigante delfino. Lo steno è stato osservato più volte in associazione con altre specie di cetacei (globicefalo di Gray, tursiope, stenella dal lungo rostro, stenella maculata pantropicale) e con banchi di tonno albacora (Thunnus albacares). Lo steno non esita ad avvicinarsi alla prua delle imbarcazioni, attirato dall'onda sulla quale si mette volentieri a giocare con un'agilità che nulla ha da invidiare a quella di altri Delfinidi più comuni. I fischi prodotti dallo steno sono in genere brevi (meno di un secondo), di frequenza compresa tra i 3 e i 12 kHz. Lo steno, che con ogni probabilità è dotato di biosonar, emette anche clicks ad ampio spettro di frequenza, in serie ripetute della durata complessiva di 0,1-0,2 secondi. Gli spiaggiamenti collettivi di steno sono rarissimi: se ne conoscono due casi, uno in Florida e uno in Indonesia. Malgrado non esistano dati su predazione a suo carico, lo steno, per le sue abitudini pelagiche e tropicali, può potenzialmente essere insidiato da grandi squali pelagici, oltre che dalle orche.

### Alimentazione
Lo steno si ciba soprattutto di pesci e di cefalopodi pelagici. È stata osservata la sua capacità di manipolare e frazionare pesci, come la lampuga (Coryphaena sp.), troppo grandi per essere ingeriti interi, così come è stata osservata la sua propensione a condividere la sua preda con i compagni.

### Riproduzione
Poco si conosce della biologia dello steno. La sua stagione riproduttiva e la durata della sua gestazione sono al momento ignote, così come la durata dell'allattamento. La maturità sessuale avviene ad una lunghezza di circa 2,1 m, verso l'età di 14 anni. La longevità si aggirerebbe sui 30 anni. In condizioni di cattività una femmina di steno si accoppiò con un tursiope, dando alla luce un ibrido che sopravvisse per oltre cinque anni.

## Distribuzione e habitat
Lo steno è un cetaceo cosmopolita, presente in tutti gli oceani nella fascia tropicale e temperata calda di entrambi gli emisferi. In genere considerato un cetaceo vastamente distribuito, ma poco abbondante ovunque, lo steno sembra oggi più frequente di un tempo per via della maggior competenza dei naviganti nell'identificare le specie di cetacei incontrate. Lo steno è decisamente un cetaceo di abitudini pelagiche: lo si può trovare infatti con maggior facilità in acque tropicali e subtropicali (possibilmente dove la temperatura superficiale raggiunge e supera i 25 °C), al di fuori della scarpata continentale.

## Tassonomia
La storia sistematica dello steno è piuttosto confusa. Cuvier era già al corrente dell'esistenza della specie nel 1812, quando segnalò in una sua pubblicazione la presenza di alcuni crani senza nome nelle collezioni del Museo di Parigi. Poco dopo, nel 1817, Desmarest fece cenno a questi crani nel suo Nouveau Dictionnaire d'Histoire Naturelle, con il nome di Delphinus rostratus Cuvier, anche se la descrizione scientifica vera e propria di questa specie non era stata fatta. Poi, nel 1823, in un poco riuscito tentativo di mettere ordine, Cuvier riprese l'elenco di specie riportato da Desmarest ribattezzando col nome di Delphinus frontatus il Delphinus geoffrensis Blainville, cioè il delfino amazzonico oggi chiamato inia, purtroppo includendo nel materiale descritto anche quei crani misteriosi di cui aveva fatto menzione undici anni prima. Fu merito del suo collega olandese van Breda, di passaggio da Parigi, il fargli notare che i famosi crani, di «frontato», non avevano niente, e che appartenevano a delfini assai diversi dall'inia. Fu così che Cuvier si risolse a creare una nuova specie apposita, che chiamò Delphinus bredanensis in onore del collega. Questa precisazione fu in seguito immortalata da Lesson nel 1828, dove la specie viene menzionata D. bredanensis Cuvier. Il genere Steno venne poi creato da Gray nel 1846, per ospitare questa specie tutto sommato così differente dal delfino. Da allora ad oggi S. bredanensis è rimasta l'unica specie riconosciuta appartenente al genere Steno.

## Conservazione
Nessuno conosce la consistenza della specie; comunemente si ritiene che lo steno sia un delfinide poco abbondante, anche se vastamente distribuito. Piccoli centri di pesca artigianale di cetacei - come in Giappone, a Sri Lanka e nelle Piccole Antille - occasionalmente ne catturano qualche esemplare. Altri individui, ma sempre in quantità esigua, finiscono nelle tonnare volanti per la pesca del tonno e nelle reti derivanti. Vista l'esiguità dei prelievi, non sussistono particolari motivi per ritenere che lo steno sia minacciato o in pericolo. Nella Lista Rossa della IUCN lo steno è elencato nella categoria delle specie a rischio minimo.